# Kukeri
Os kukeri são os protagonistas de um ritual que tem lugar na Bulgária durante a época do inverno e especialmente na semana depois do Ano Novo e durante a época de Quaresma. O ritual consiste em que um grupo de rapazes e homens vistam fantasias e dancem para afugentar os maus espíritos. Normalmente os homens vestem-se como bestas, põem máscaras de madeira com cornos e também põem campainhas nos seus cintos. Eles bailam, fazem barulho e além de afugentar os maus espíritos as pessoas crêem que os kúkeri ajudam que a colheita do ano que vem seja boa.